# Baeotus aeilus
Baeotus aeilus is een vlinder uit de familie van de Nymphalidae. De wetenschappelijke naam van de soort is, als Papilio aeilus, voor het eerst geldig gepubliceerd in 1780 door Caspar Stoll.